# Danny Elliscasis
Danny Elliscasis (San Candido, 16 febbraio 1993) è un hockeista su ghiaccio italiano, di ruolo difensore.
Anche la sorella Hanna è una giocatrice di hockey su ghiaccio.

## Carriera

### Club
Elliscasis nacque a San Candido, ma crebbe nella vicina Dobbiaco. Iniziò a giocare ad hockey nelle file dell'Hockey Club Dobbiaco e successivamente nell'HC Val Pusteria.
Da allora militò con la squadra di Brunico, nonostante alcuni incontri in seconda serie con le squadre satellite del Caldaro e del Merano, fino al maggio del 2021, quando non rinnovò il contratto.

### Nazionale
In maglia azzurra disputò un mondiale U-18 e due mondiali U-20.

## Palmarès

### Club
- Supercoppa italiana: 2

Val Pusteria: 2014, 2016

### Giovanili
- Campionato italiano U20: 1

Val Pusteria: 2010-2011